# Lampides boeticus
Lampides boeticus é uma espécie de insetos lepidópteros, mais especificamente de borboletas pertencente à família Lycaenidae.

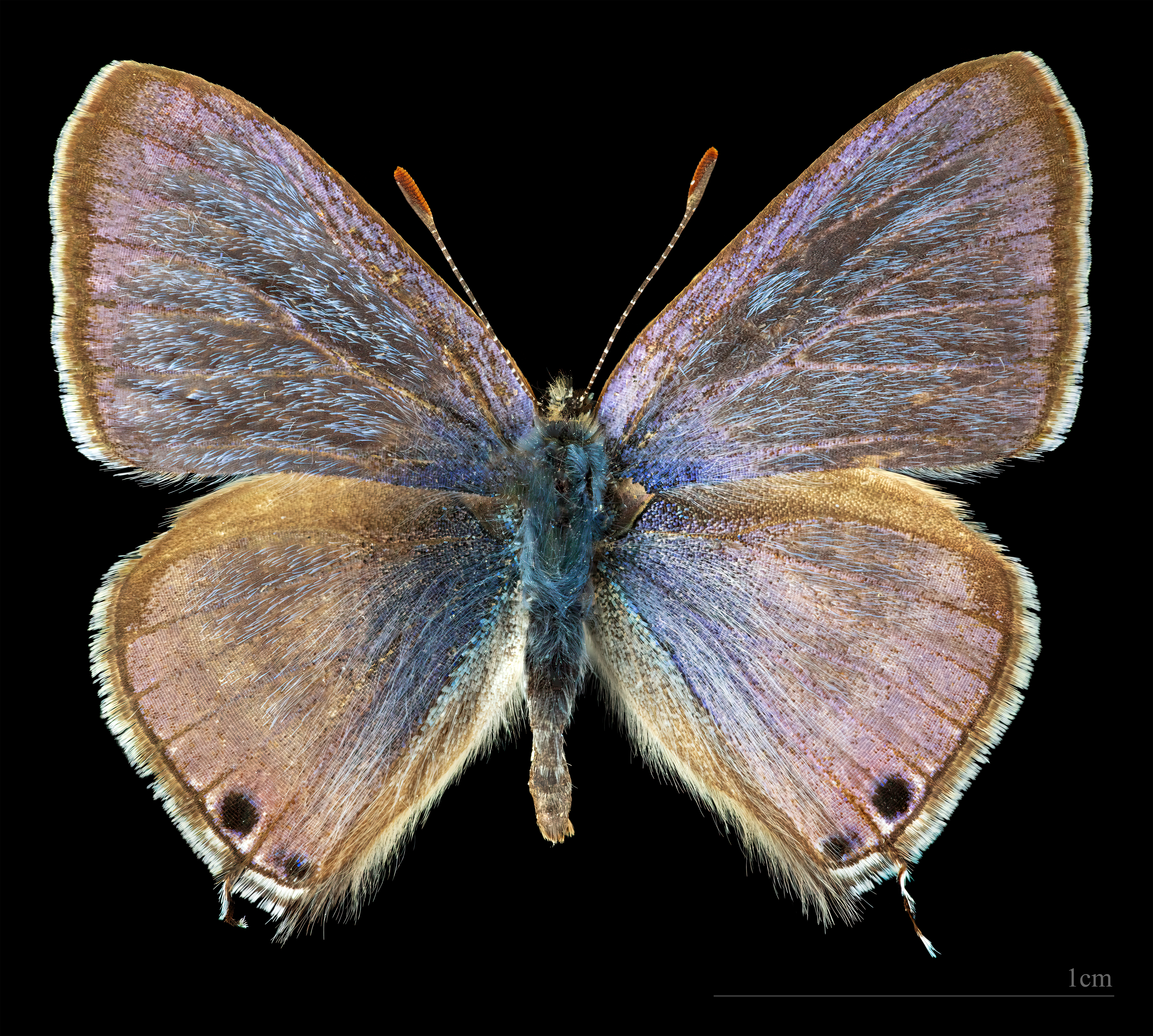
Lampides boeticus ♂
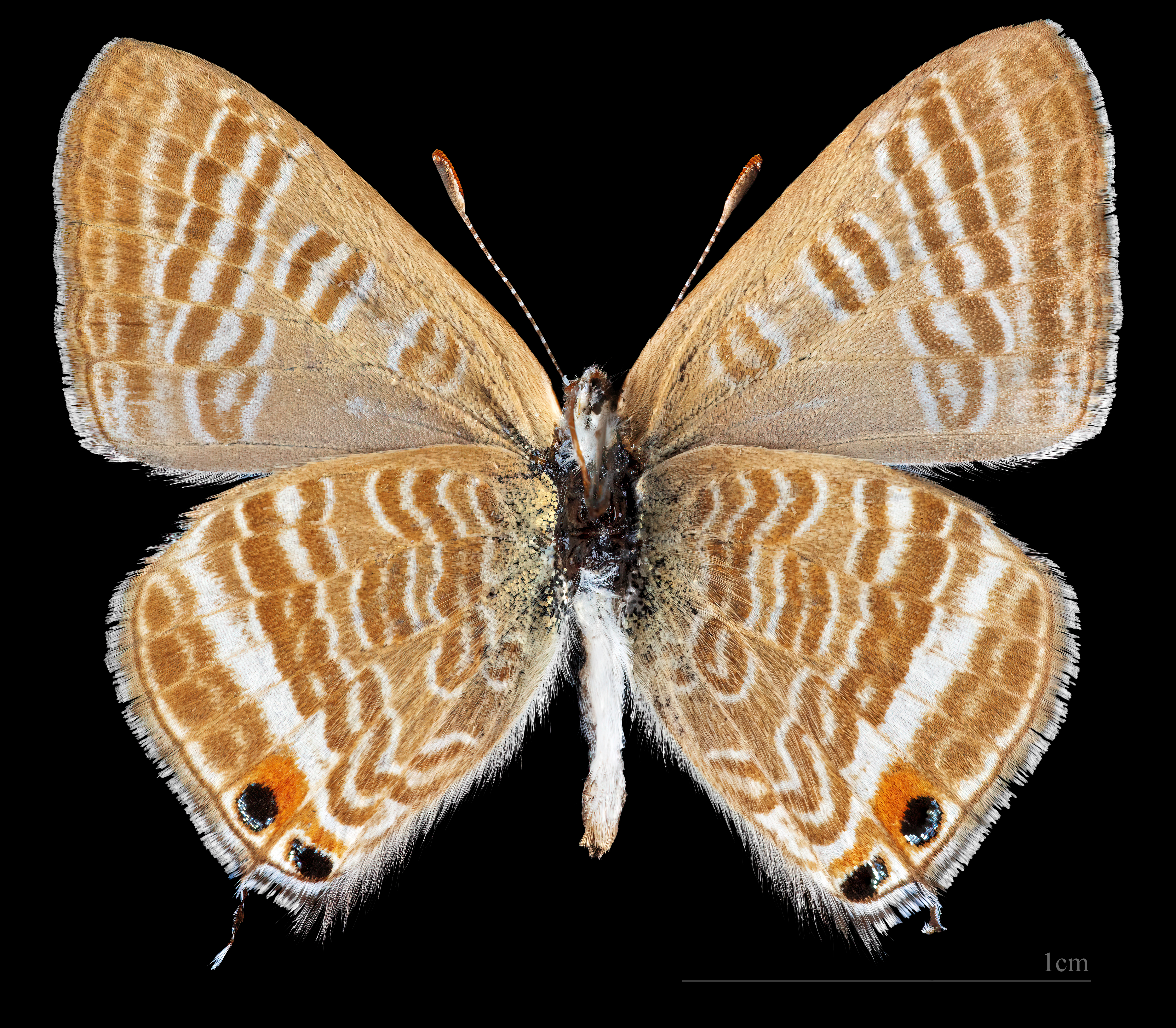
Lampides boeticus ♂  △

A autoridade científica da espécie é Linnaeus, tendo sido descrita no ano de 1767.
Trata-se de uma espécie presente no território português.